# Saint-Dyé-sur-Loire
Saint-Dyé-sur-Loire är en kommun i departementet Loir-et-Cher i regionen Centre-Val de Loire i de centrala delarna av Frankrike. Kommunen ligger i kantonen Bracieux som tillhör arrondissementet Blois. År 2022 hade Saint-Dyé-sur-Loire 1 155 invånare.

## Befolkningsutveckling
Antalet invånare i kommunen Saint-Dyé-sur-Loire
| Referens: INSEE |